# Tselinograd district
Het Tselinograd district (Kazachs: Целиноград ауданы, Tselīnograd aūdany) is een district gelegen rond de Kazachse hoofdstad Nur-Sultan, in het noorden van Kazachstan. 

## Kenmerken
Het district is gelegen in het zuidoosten van de oblast Aqmola, waar het grenst aan de oblast Qarağandı. Het grondgebied van het district ligt rondom de hoofdstad van het land Nur-Sultan.
Er wonen bijna 77.000 mensen in het district, waarvan 67 % Kazachen, 12% Russen, 2% Duitsers en 2% Oekraïners.
De oppervlakte van het district is 7.888 km² (788.785 ha), deze oppervlakte is voor 6.002 km² (600.200 ha) in gebruik voor landbouw, waarvan 3400 km² (340.000 ha) akkers, 2500 km² (250.000 ha) weiden, 793 km² (79.300 ha) nederzettingen en 446 km² (44.600 ha) bosgrond. Akkerbouw en veeteelt zijn de belangrijkste economische activiteiten van het district.

## Geschiedenis
Het district werd gevormd op 17 januari 1928 onder de naam Akmolinskij. In 1961 werd het district omgedoopt tot Tselinograd.
In overeenstemming met het besluit van de president van de Republiek Kazachstan van 9 januari 2007 nr. 243 werd het districtscentrum verplaatst naar het dorp Malinovka, dat in hetzelfde jaar werd omgedoopt tot Akmol, een plaats met rond de 6000 inwoners.